# Andreas M. Rickert

Andreas Rickert

Andreas M. Rickert (* 8. Januar 1974 in Menden) ist ein deutscher Sozialunternehmer und Molekularbiologe. Er ist Gründer und Vorstandsvorsitzender des gemeinnützigen Analyse- und Beratungsunternehmen Phineo gAG, das auf Wirkungsanalyse, gemeinnützige Förderstrategien, wirkungsorientiertes Engagement und Philanthropie spezialisiert ist. Rickert gilt als zentrale Persönlichkeit in den Bereichen Impact Investing (ethisches Investment) und strategische Philanthropie im deutschsprachigen Raum.

## Werdegang
Andreas M. Rickert studierte Biologie an Heinrich-Heine-Universität Düsseldorf, der University of California in Davis (USA), und der Rheinischen Friedrich-Wilhelms-Universität in Bonn, wo er auch ein Zusatzstudium in Ökologie und Umweltschutz absolvierte. 2002 promovierte er in Molekulargenetik (Molekularbiologie) am Max-Planck-Institut für Züchtungsforschung sowie dem Stanford Genome Technology Center und war 2002/03 Postdoktorant am Max-Planck-Institut für Züchtungsforschung und Molekularbiologie. Von 2004 bis 2008 arbeitete er als Engagement Manager bei McKinsey & Company mit Projekten im Gesundheits- und öffentlichen Sektor u. a. in Bahrain, den Niederlanden, Großbritannien und der Schweiz.
Von 2008 bis 2010 war er Programm- und Vorstandsmitglied bei der Bertelsmann Stiftung und verantwortlich für das Ressort Zivilgesellschaft. Ab 2014 arbeitete er als Senior Governance Specialist bei der Weltbank in Washington D.C. und Berlin.
Im Jahr 2010 gründete er die Phineo gAG und ist deren Vorstandsvorsitzender. Von 2021 bis 2025 war er Co‑CEO der Nixdorf Kapital AG in München. Seit 2025 ist er Vorstand der Deutsche Nachhaltigkeit AG, Frankfurt am Main.

### Lehrtätigkeiten
- EBS für Foundation Management.[1]
- Mannheim Business School für Sustainable Finance.

## Positionen
Andreas M. Rickert setzt sich mit der Philanthropie, dem Stiftungswesen und dem gemeinnützigen Sektor in Deutschland und Europa auseinander. Bekannt geworden ist Rickert für sein Werben, das Thema Wirkung in das Zentrum gemeinnützigen Handeln zu stellen und den Einfluss philanthropischer Initiativen messbar zu machen. In der Brand eins erklärt er, dass viele Großzügige ihrem Bauchgefühl beim Spenden folgen, ohne eine Kontrolle im Nachhinein zu haben, ob die Spende bewirkt, was sie bewirken sollte.

### Auszeichnungen
- Young Leader Atlantik Brücke e. V.
- Responsible Leader BMW Foundation Herbert Quandt
- Senior Fellow Willy Brandt School of Public Policy
- Aufnahme in das Forum der Young Global Leaders des Weltwirtschaftsforums (WEF)

## Veröffentlichungen (Auswahl)

### Als Herausgeber
mit Marie-Christine Ostermann, Céline Willers, Miriam Wohlfarth, Daniel Krauss, Hauke Schweizer: Zukunftsrepublik : 80 Vorausdenker*innen springen in das Jahr 2030. Campus Verlag, Frankfurt am Main 2021, ISBN 978-3-593-51386-7